# Dane Clark
Dane Clark (Brooklyn, Nova Iorque, 26 de fevereiro de 1912 - Santa Monica, Califórnia, 11 de setembro de 1998) foi um ator norte-americano.

## Vida e carreira
Antes de tornar-se ator, Clark tentou o boxe, baseball e construção civil. Graduado em Direito, enquanto trabalhava como modelo foi abordado por John Garfield, que o convenceu a tentar a vida artística. Na década de 1930, trabalhou na Broadway em peças como a montagem original de Waiting for Lefty, de Clifford Odets e na versão teatral do clássico romance Of Mice and Men (Ratos e Homens, no Brasil), de John Steinbeck. No início dos anos 1940 foi tentar a sorte em Hollywood. Após alguns papéis para os quais não recebeu créditos, assinou com a Warner em 1943. No ano seguinte estrelou o curta-metragem vencedor do Oscar Promessa Cumprida (I Won't Play, 1944).
Clark usava seu nome verdadeiro até aqui, mas Humphrey Bogart, com quem contracenou no sucesso Comboio Para o Leste (Action in the North Atlantic, 1943), deu-lhe seu nome artístico. Na Warner, Clark trabalhou com outros grandes astros do estúdio, como Cary Grant em Rumo a Tóquio (Destination Tokio, 1943), o amigo John Garfield em Uma Luz nas Trevas (Pride of the Marines, 1945), Bette Davis em Uma Vida Roubada (A Stolen Life, 1946) e Alexis Smith em Jornada de Agonia (Whiplash, 1948). Findo o contrato, tornou-se free-lancer, tendo filmado, inclusive, na França e também na Inglaterra, onde fez, entre outros, Missão nos Bálcãs (Highly Dangerous, 1950) e Jogo Perigoso (The Gambler and the Lady, 1952).
Não esqueceu o teatro, onde participou de montagens de prestígio, como Brecht on Brecht e A Thousand Clowns. No rádio, foi o detetive Peter Chambers na novela de 1954 "Crime and Peter Chambers". Atuou em diversos telefilmes e foi ator convidado em várias séries, entre elas, Os Intocáveis, The Virginian, Missão Impossível e A Ilha da Fantasia. Aposentou-se em 1988, após participar do filme Ritual de Sangue/Last Rites. Sua única ambição como ator de cinema, conforme disse em uma entrevista de 1946, era ser o homem comum (Mr. Average, em suas palavras) e, assim, retratar as pessoas como elas são realmente, longe do glamour que caracterizava boa parte de seus colegas.
Clark faleceu vítima de cancro do pulmão aos 87 anos de idade, num hospital de Santa Monica, na Califórnia. Foi casado duas vezes: com Margot Yoder, de 1941 até ao falecimento dela, em 1970, e com Geraldine Zanville, de 1971 até o final de sua própria vida. Não deixou filhos.

## Filmografia
Estão listados somente os filmes em que o ator recebeu créditos.
| Ano  | Nome original                | Nome PT/BR                | Nome PT/PT | Notas                        |
| ---- | ---------------------------- | ------------------------- | ---------- | ---------------------------- |
| 1943 | Action in the North Atlantic | Comboio Para o Leste      |            |                              |
| 1943 | Destination Tokio            | Rumo a Tóquio             |            |                              |
| 1943 | The Rear Gunner              | Artilheiros das Nuvens    |            | curta-metragem               |
| 1944 | The Very Thought of You      | Pensando Sempre em Você   |            |                              |
| 1944 | I Won't Play                 | Promessa Cumprida         |            | curta-metragem               |
| 1944 | Hollywood Canteen            | Sonho em Hollywood        |            |                              |
| 1945 | God Is My Co-Pilot           | A Mão Que Nos Guia        |            |                              |
| 1945 | Pride of the Marines         | Uma Luz nas Trevas        |            |                              |
| 1946 | A Stolen Life                | Uma Vida Roubada          |            |                              |
| 1947 | That Way With Women          | Muito Dinheiro Atrapalha  |            |                              |
| 1947 | Her Kind of Man              | Um Homem Irresistível     |            |                              |
| 1947 | Deep Valley                  | O Vale da Redenção        |            |                              |
| 1948 | Whiplash                     | Jornada de Agonia         |            |                              |
| 1948 | Moonrise                     | Ao Cair da Noite          |            |                              |
| 1948 | Embraceable You              | Um Anjo em Meu Caminho    |            |                              |
| 1949 | Without Honor                | Duas Paixões em Luta      |            |                              |
| 1950 | Highly Dangerous             | Missão nos Bálcãs         |            |                              |
| 1950 | Le Traqué                    | O Criminoso Nunca Dorme   |            | PT/BR: ou Pistoleiro em Fuga |
| 1950 | Barricade                    | Barricada                 |            |                              |
| 1950 | Backfire                     | Alguém Deixou Este Mundo  |            |                              |
| 1951 | Never Trust a Gambler        | Sem Ajuda no Céu          |            |                              |
| 1951 | Fort Defiance                | O Forte da Vingança       |            |                              |
| 1952 | The Gambler and the Lady     | Jogo Perigoso             |            |                              |
| 1954 | Thunder Pass                 |                           |            |                              |
| 1954 | Port of Hell                 | Porto do Inferno          |            |                              |
| 1954 | Paid to Kill                 |                           |            |                              |
| 1954 | Go, Man, Go!                 | O Time Maravilhoso        |            |                              |
| 1954 | Murder by Proxy              | Casei-me com a Morte      |            |                              |
| 1954 | The Toughest Man Alive       | Agente Internacional      |            |                              |
| 1956 | Massacre                     | Massacre                  |            |                              |
| 1956 | The Man Is Armed             | Armado Para Matar         |            |                              |
| 1957 | The Outlaw's Son             | O Filho do Proscrito      |            |                              |
| 1969 | The McMasters                | O Império dos Homens Maus |            |                              |
| 1971 | The Face of Fear             | Hora Marcada Para Morrer  |            | TV                           |
| 1972 | The Family Rico              | A Família Rico            |            | TV                           |
| 1972 | Say Goodbye, Maggie Cole     | Diga Adeus a Maggie Cole  |            | TV                           |
| 1975 | Murder on Flight 502         | Assassinato no Voo 502    |            | TV                           |
| 1975 | Cop on the Beat              | A Volta de Joe            |            | TV                           |
| 1976 | Once an Eagle                | Uma Vez uma Águia         |            | TV; minissérie               |
| 1976 | James Dean                   | James Dean                |            | TV                           |
| 1979 | The French Atlantic Affair   |                           |            | TV; minissérie               |
| 1980 | Condominium                  | Condomínio de Luxo        |            | TV                           |
| 1981 | The Woman Inside             |                           |            |                              |
| 1982 | Blood Song                   | Canção Sangrenta          |            |                              |
| 1988 | Last Rites                   | Ritual de Sangue          |            |                              |